# Заливное поле

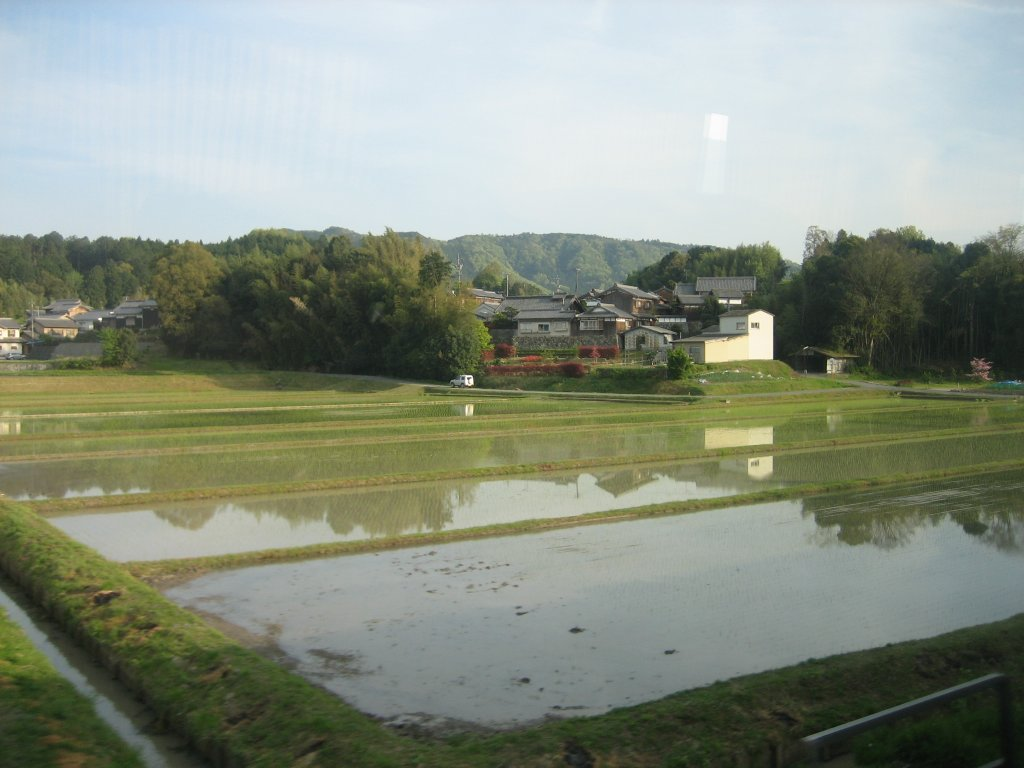
Заливное поле в Японии

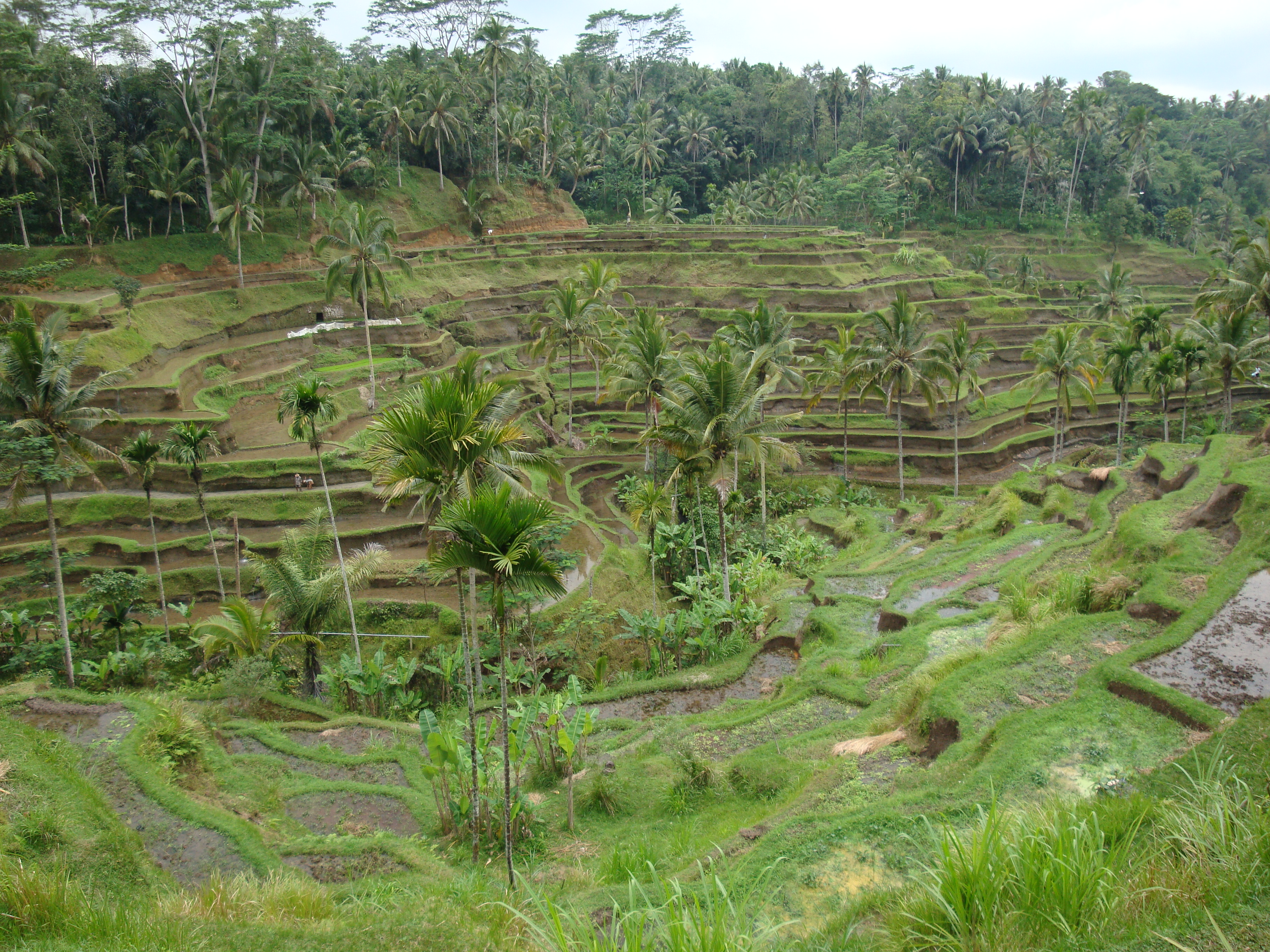
Каскады рисовых чеков на Бали

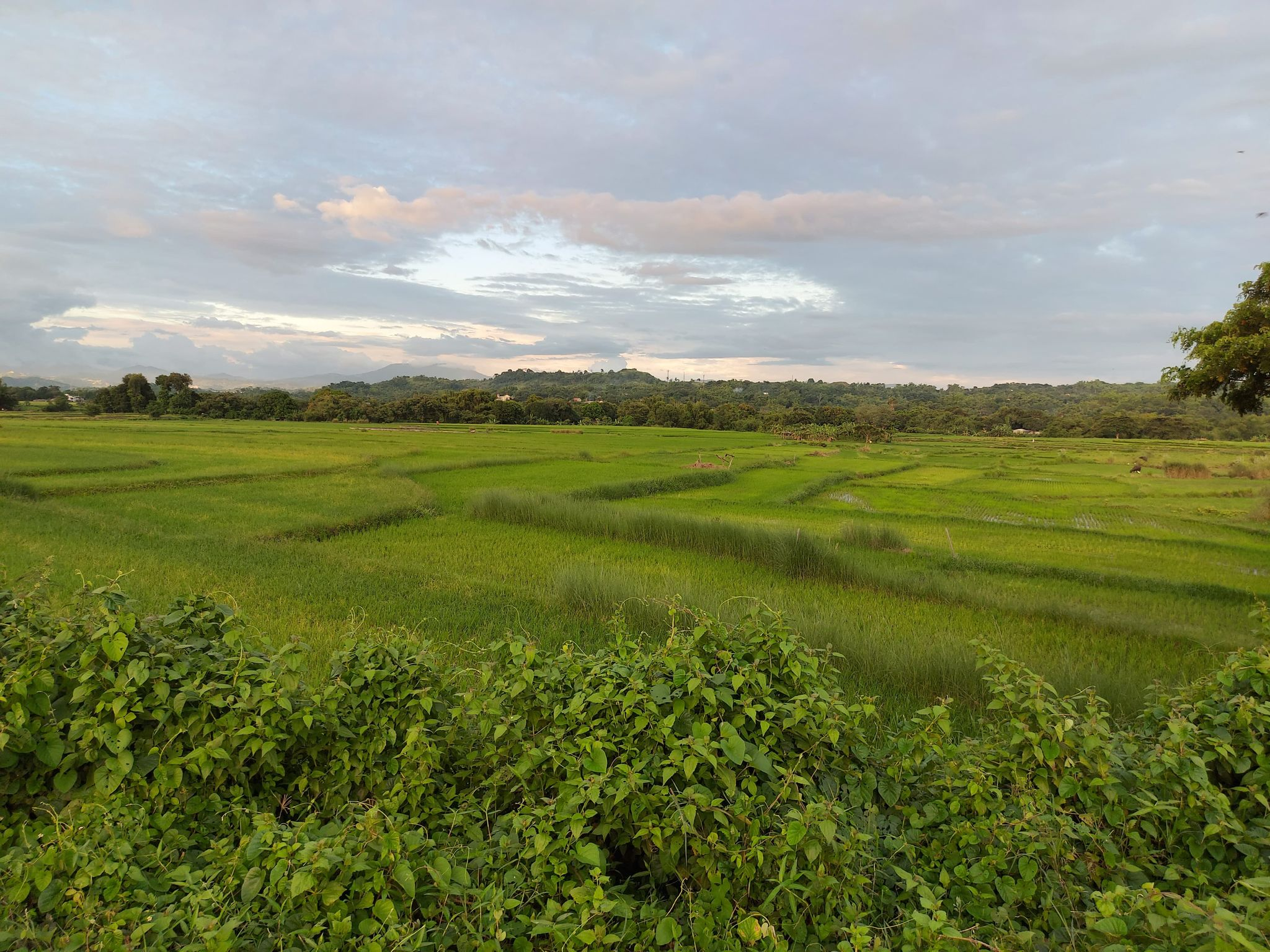
Рисовое заливное поле в Binangonan, провинция Рисаль, Филиппины

Зали́вное по́ле (яп. 田 та, англ. paddy field от малайск. padi), чек (кирг. чек) — участок пахотной земли для выращивания риса или других культур, залитый водой и ограждённый валами для её удерживания.
Заливные поля типичны для стран Восточной и Юго-восточной Азии, главной сельскохозяйственной культурой которых является рис, — Японии, Кореи, Китая, Вьетнама, Таиланда, Мьянмы, Малайзии, Индонезии, Лаоса, Филиппин, Непала, Индии и Шри-Ланки.
Также заливные поля используются в других странах, выращивающих рис, в первую очередь в Италии (Пьемонт), на юге Франции (Камарг) и на юге России (Краснодарский край).
На заливных полях выращивается около 90 % мировой продукции риса.
Преимущество заливных полей перед суходольными заключается в их более высокой урожайности.
Заливные поля требуют большого количества воды для ирригации.
Вода обеспечивает благоприятную среду для роста риса и препятствует росту многих видов сорняков. Однако такая культивация влияет на глобальное потепление, так как даёт около 65 % антропогенной эмиссии метана вследствие болотного метаногенеза.

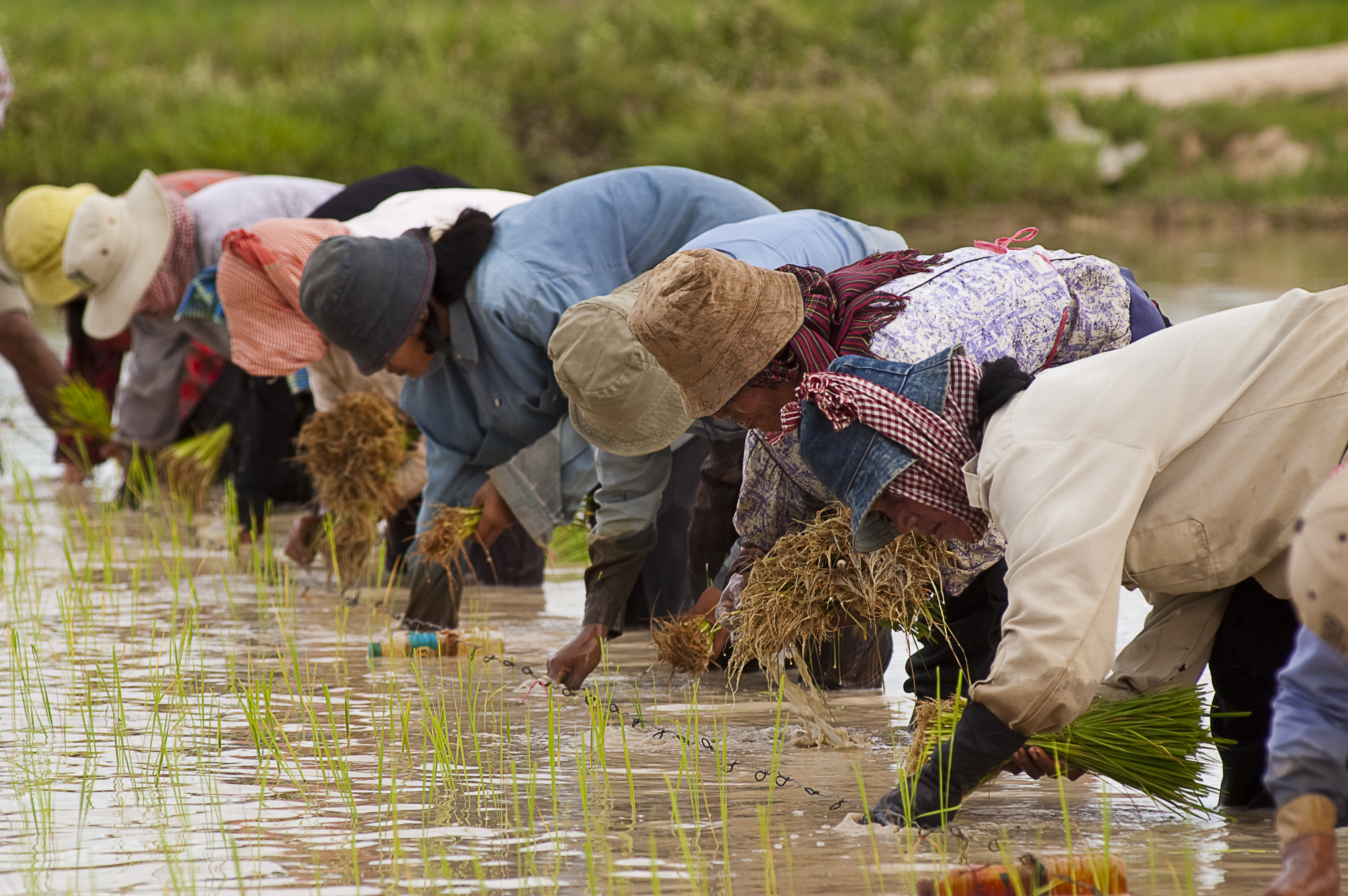
Посадка риса в Камбодже

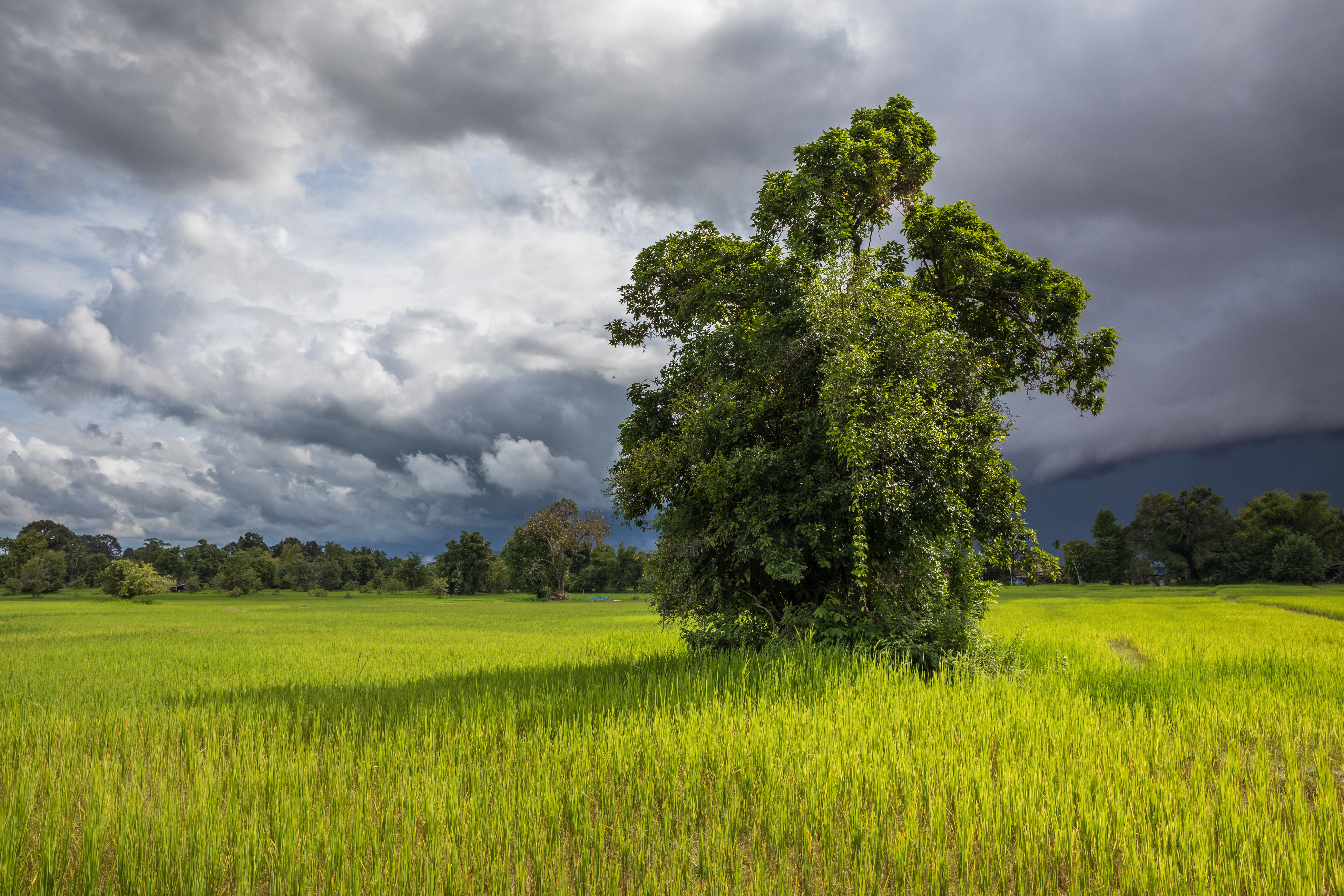
Заливные поля в Лаосе

Для распахивания полей в странах со слабой экономикой широко используют индийского буйвола. В развитых странах пахоту осуществляют энергонасыщенными болотоходными тракторами.